# Гринберг, Аарон-Яаков
Аарон-Яаков Гринберг (ивр. אהרן-יעקב גרינברג‎; 15 марта 1900, Соколув-Подляский, Мазовецкое воеводство — 2 апреля 1963, Израиль) — израильский общественный и политический деятель, депутат кнессета 1-го, 3-го, 4-го и 5-го созывов.

## Биография
Родился 15 марта 1900 года в городе Соколув-Подляски, Седлецкая губерния (ныне Польша), в семье Исраэля Иешаяху Гринберга и его жены Ханы Хины. По отцовской линии является потомком Махараля из Праги. Получил традиционное еврейское образование в хедере, а затем в иешиве, учился у раввина Ицхака Зелига Моргенштерна.
С юности был активным участником религиозного направления сионистского движения, был членом организаций «Цеирей мизрахи» и «ха-Халуц ха-мизрахи», а позже стал одним из руководителей этих организаций.
В 1934 году репатриировался в Подмандатную Палестину, стал членом исполнительного комитета «ха-Поэль ха-мизрахи». В 1949 году избран депутатом кнессета 1-го созыва от «Объединённого религиозного фронта». Затем переизбирался депутатом кнессета 3-го созыва от списка «Религиозный национальный фронт», а затем депутатом 4-го и 5-го созывов от партии МАФДАЛ. В разное время работал в комиссии по делам кнессета, комиссии по иностранным делам и безопасности, комиссии по услугам населению и комиссии по внутренним делам. В 1955—1963 годах занимал пост заместителя спикера кнессета. После его смерти мандат депутата кнессета перешел к Моше Кельмеру.
Вел еженедельную колонку в газете «Ха-цофе» под псевдонимом «И. Халеви».
Умер 2 апреля 1963 года.